# Oromo

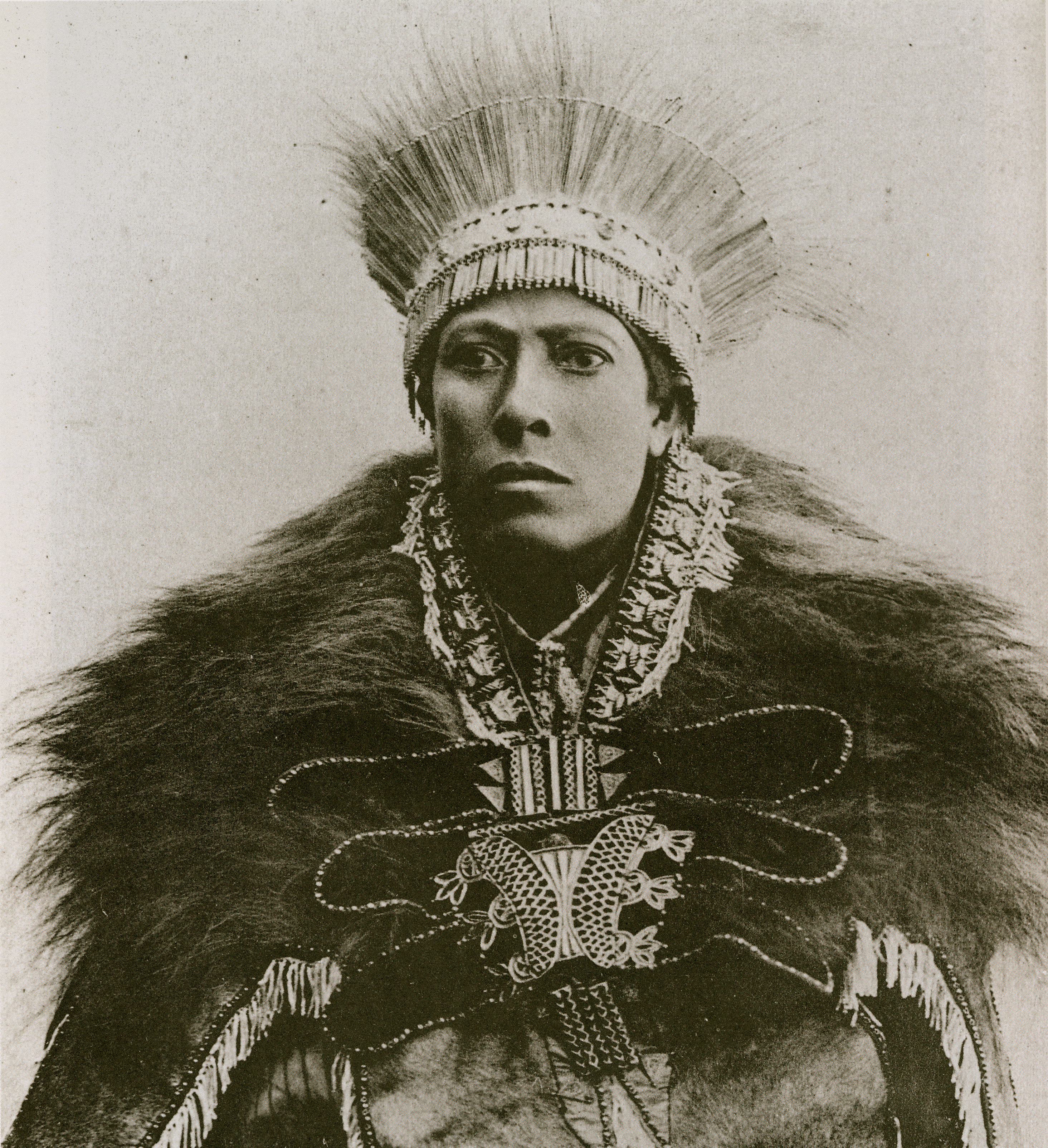
Dejazmatch Balcha Aba Nefso, een Ethiopische generaal van Oromo-afkomst van keizer Menelik II, die een beslissende rol speelde bij de Slag bij Adwa tegen Italië eind 19e eeuw

De Oromo is de omvangrijkste etnische groep in Ethiopië; de leden ervan wonen hoofdzakelijk in de regio (kilil) Oromiya. De vroegere benaming Galla wordt beschouwd als pejoratief. Ze werden soms ook aangeduid als Aroessi, maar die naam slaat eigenlijk slechts op een van de drie Oromogroepen; de Arsi (of Arusi of Arussi). De andere twee groepen zijn de Borana en de Guji.
Op dit ogenblik maken zij ongeveer 40% van de bevolking van Ethiopië uit. De tweede grootste groep zijn de Amharen met ongeveer 25%. De Amharen bekleden wel een machtspositie in Ethiopië. Het Amhaars is ook de officiële taal in Ethiopië, hoewel meer mensen het Afaan Oromo spreken.
De grenzen van het huidige Ethiopië zijn vastgelegd door Menelik II (1844-1913), die zijn rijk drie keer groter maakte. Met Europese wapens slaagde hij er in, aanvankelijk als koning (negus) van Shewa en vanaf 1889 als keizer van Ethiopië, het gebied van de Oromo in het zuiden van Ethiopië te veroveren. In 1886 stichtte hij in het gebied van de Oromo's zijn nieuwe hoofdstad, Addis Abeba. Sindsdien hebben de Oromo's strijd gevoerd tegen het centrale gezag, tegenwoordig aangevoerd door het Oromo Liberation Front (OLF) in het westen van Ethiopië, in de streek rond Gambela.